# Cerkev sv. Petra, Naklo
Cerkev sv. Petra je župnijska cerkev, posvečena sv. Petru, ki se nahaja v središču naselja Naklo. Cerkev je bila zgrajena leta 1755 po načrtu arhitekta Matije Perskega in posvečena leta 1761.

## Zgodovina
Pri ustvarjanju načrtov za gradnjo cerkve si je arhitekt zamislil nov tip cerkvenega prostora. Centralni prostor cerkve je v obliki grškega križa in je v dolžino podaljšan s prezbiterijem in vhodno partijo. Novosti lahko najdemo na obočnem sistemu. Ta je mehko zaobljen na obeh straneh, stenska členitev pa spaja vse dele prostora v celoto. Cerkev je tradicionalna in grajena v baročnem stilu. Z gradnjo so pričeli leta 1753, dokončali pa so jo leta 1755.
V cerkvi lahko najdemo pet oltarjev, ki so posvečeni sv. Petru, Srcu Jezusovemu, sv. Jožefu, sv. Antonu Padovanskemu in Materi Božji – Mariji Kraljici. Največji oltar, posvečen sv. Petru, je delo Janeza Vurnika st. iz Radovljice. V njem lahko občasno vidimo sliko Predaja ključev sv. Petru znanega slikarja Leopolda Layerja iz Kranja. Na antependiju, pod oltarjem, je nameščen relief iz istrskega marmorja Zadnja večerja kiparja Franca Ksaverja Zajca. Preostali štirje oltarji so delo Valentina Vrbnika iz Kranja.
Od leta 2000 so v cerkvi tudi nove koncertne orgle, ki služijo za občasne koncerte, ki jih organizira župnija in na katerih gostujejo priznani organisti. Oprema je bila nazadnje prenovljena med letoma 2000 in 2004. Cerkvi pripadata tudi podružnični cerkvi v Strahinju in na Okroglem.